# رومان مارتینز (بازیکن فوتبال، زاده ۱۹۸۳)
رومان مارتینز (انگلیسی: Román Martínez؛ زادهٔ ۲۷ مارس ۱۹۸۳) بازیکن فوتبال اهل آرژانتین است.
از باشگاه‌هایی که در آن بازی کرده‌است می‌توان به باشگاه ورزشی تنریف، باشگاه فوتبال دپورتیوو مورون، باشگاه فوتبال اتلتیکو تیگره، باشگاه فوتبال آرسنال ساراندی، باشگاه فوتبال لانوس، باشگاه فوتبال استودیانتس، و باشگاه فوتبال اسپانیول اشاره کرد.